# Naujakiemio apylinkės
Naujakiemio apylinkės este o arie protejată (sit de importanță comunitară — SCI) din Lituania întinsă pe o suprafață de 123,49 ha, integral pe uscat.

## Localizare
Centrul sitului Naujakiemio apylinkės este situat la coordonatele 54°19′55″N 25°23′28″E / 54.332°N 25.391°E.

## Înființare
Situl Naujakiemio apylinkės a fost declarat sit de importanță comunitară în noiembrie 2021 pentru a proteja 3 specii de animale.

## Biodiversitate
Situată în ecoregiunea boreală, aria protejată conține 4 habitate naturale: Fânețe de joasă altitudine (Alopecurus pratensis, Sanguisorba officinalis), Mlaștini alcaline, Taiga vestică, Păduri caducifoliate de mlaștină fino-scandinave.
La baza desemnării sitului se află mai multe specii protejate de  nevertebrate (3): fluturele auriu (Euphydryas aurinia), Lycaena helle, Vertigo angustior.